# Alessandro Peroni
Alessandro Peroni (Mondavio, 13 ottobre 1874 – Milano, 1964) è stato un pianista e compositore italiano tra il XIX e il XX secolo.

## Biografia
Appresi i primi rudimenti musicali dai genitori, dal 1885 frequentò il Liceo musicale Rossini di Pesaro diretto da Carlo Pedrotti e poi da Pietro Mascagni, ottenendo numerosi premi destinati ai migliori allievi e conseguendo in breve tempo i diplomi in Composizione, Pianoforte, Istrumentazione per banda e Canto corale sotto l'insegnamento di celebri musicisti quali Pedrotti, Petrali, Vanbianchi, Ferrari, Vitali, Aldrovandi e Frontali.
Pianista di straordinarie agilità, precisione e sensibilità interpretativa, ottenne numerosi riconoscimenti e premi, con grandi consensi da parte del pubblico e della critica specializzata.
Fu direttore di scuole ed istituti musicali a San Vito al Tagliamento e Cagliari (ove fondò l'istituto musicale), e di importanti corpi bandistici a Gallarate e Brescia; in quest'ultima città operò in qualità di direttore del "Concerto comunale" e del "Canto corale" nelle scuole elementari e fu altresì insegnante di pianoforte e armonia presso l'Istituto musicale Venturi. Successivamente assunse la direzione dell'Istituto musicale Frescobaldi di Ferrara.
Dal 1910 al 1939 fu insegnante presso il Liceo musicale Rossini di Pesaro, sotto la direzione di Amilcare Zanella. Nel corso degli anni ricoprì le cattedre di Composizione, Istrumentazione per banda, Pianoforte principale, Armonia principale, Cultura musicale generale e Contrappunto e Fuga. Nell'ultimo periodo ebbe anche l'incarico di Vice direttore.
Per molti anni ricoprì con passione e competenza il ruolo di responsabile della “Biblioteca dei Corpi di musica”, la produzione bandistica della Casa musicale Ricordi di Milano.

## Opere
Come compositore, lasciò una nutrita produzione musicale: oltre 250 composizioni originali, molte delle quali pubblicate, per orchestra, banda, pianoforte, complessi da camera, canto, organo, oltre a numerosissime trascrizioni e riduzioni. Compose anche tre opere: “Il maestro di Cavallara”, “La beffa” e “Il signore del pigiama”, le prime due su testi del letterato Gaetano Gigli, l'ultima su libretto di Ferrato e Cignetti. Tutto il materiale, costituito da manoscritti originali autografi, copie e spartiti a stampa, nel 1987 fu donato dagli eredi alla Scuola comunale di musica di Mondavio, a lui intitolata. Da allora insegnanti e allievi hanno cominciato a inserire nel loro repertorio, didattico e concertistico, musiche di Alessandro Peroni.
Il carattere “salottiero” della sua vena melodica ben si declina con il rigore compositivo maturato negli anni della formazione; da tale sintesi scaturisce un pensiero musicale ricco e articolato ma, al tempo stesso, di fresca invenzione e assai comunicativo.